# I-15 (tàu ngầm Nhật)
I-15 là một tàu ngầm tuần dương lớp Type-B (巡潜乙型潜水艦 Junsen Otsu-gata sensuikan) được Hải quân Đế quốc Nhật Bản chế tạo trong giai đoạn ngay trước Chiến tranh Thế giới thứ hai. Nhập biên chế năm 1940, nó đã tham gia vào cuộc tấn công Trân Châu Cảng, tuần tra dọc bờ biển phía Tây Hoa Kỳ và hoạt động trong các Chiến dịch K, quần đảo Aleut và Guadalcanal, bao gồm các trận chiến Đông Solomon và quần đảo Santa Cruz trước khi bị tàu quét mìn USS Southard (DMS-10) đánh chìm gần San Cristóbal vào ngày 10 tháng 11, 1942.

## Thiết kế và chế tạo

### Thiết kế
Tàu ngầm Type B được cải tiến từ phân lớp KD6 của lớp tàu ngầm Kaidai dẫn trước, và được trang bị một thủy phi cơ nhằm tăng cường khả năng trinh sát. Chúng có trọng lượng choán nước 2.631 tấn (2.589 tấn Anh) khi nổi và 3.713 tấn (3.654 tấn Anh) khi lặn, lườn tàu có chiều dài 108,7 m (356 ft 8 in), mạn tàu rộng 9,3 m (30 ft 6 in) và mớn nước sâu 5,1 m (16 ft 9 in). Con tàu có thể lặn sâu đến 100 m (328 ft), và có một thủy thủ đoàn đầy đủ bao gồm 94 sĩ quan và thủy thủ.
Type B1 trang bị hai động cơ diesel Kampon Mk.2 Model 10 công suất 6.200 mã lực phanh (4.623 kW), mỗi chiếc vận hành một trục chân vịt. Khi lặn, mỗi trục được vận hành bởi một động cơ điện công suất 1.000 mã lực (746 kW). Khi di chuyển trên mặt nước nó đạt tốc độ tối đa 23,6 hải lý trên giờ (43,7 km/h; 27,2 mph) và 8 hải lý trên giờ (15 km/h; 9,2 mph) khi lặn dưới nước, tầm xa hoạt động của Type B1 là 14.000 hải lý (26.000 km; 16.000 mi) ở tốc độ 16 hải lý trên giờ (30 km/h; 18 mph), và có thể lặn xa 96 nmi (178 km; 110 mi) ở tốc độ 3 hải lý trên giờ (5,6 km/h; 3,5 mph).
Những chiếc Type B1 có sáu ống phóng ngư lôi 53,3 cm (21,0 in), tất cả được bố trí trước mũi, và mang theo tổng cộng 17 quả ngư lôi Kiểu 95. Vũ khí trên boong tàu bao gồm khẩu hải pháo 14 cm (5,5 in), và hai pháo phòng không 25 mm Type 96. Hầm chứa máy bay được tích hợp vào tháp chỉ huy và hướng ra phía trước. Máy phóng máy bay được bố trí hướng ra phía trước, trong khi khẩu hải pháo trên boong đặt phía sau. Cách sắp xếp này giúp chiếc thủy phi cơ Yokosuka E14Y tận dụng tốc độ hướng ra trước của con tàu khi được phóng lên.

### Chế tạo
I-15 được đặt lườn như là chiếc Tàu ngầm số 37 tại Xưởng vũ khí Hải quân Kure ở Kure, Hiroshima vào ngày 25 tháng 1, 1938. Nó được đổi tên thành I-15 trước khi được hạ thủy vào ngày 7 tháng 3, 1939, rồi hoàn tất và nhập biên chế vào ngày 30 tháng 9, 1940, dưới quyền chỉ huy của Trung tá Hải quân Toyojiro Oyama.

## Lịch sử hoạt động

### 1940 - 1941
Ngay khi nhập biên chế, I-15 được phối thuộc cùng Quân khu Hải quân Yokosuka. Vào ngày 15 tháng 11, 1940, nó cùng tàu ngầm I-16 được điều về Đội tàu ngầm 1 thuộc Hải đội Tàu ngầm 1, trực thuộc Đệ Lục hạm đội.
Khi lực lượng Hải quân Nhật Bản bắt đầu được huy động để chuẩn bị cho cuộc xung đột tại Thái Bình Dương, Hải đội Tàu ngầm 1 được điều gia nhập Lực lượng Viễn Chinh Tiền Phương của Đệ Lục hạm đội; và I-15 khởi hành từ Yokosuka vào ngày 21 tháng 11, 1941, cùng các tàu ngầm I-9, I-17 và I-25 hướng sang khu vực quần đảo Hawaii để tham gia Kế hoạch Z, là kế hoạch tấn công căn cứ Trân Châu Cảng của Hải quân Hoa Kỳ, mở màn cho cuộc xung đột tại Thái Bình Dương. Lúc đang trên đường đi, vào ngày 2 tháng 12, nó nhận được thông điệp từ Hạm đội Liên hợp: "Leo núi Niitaka 1208" (tiếng Nhật: Niitakayama nobore 1208), là mật lệnh cho biết chiến sự với Khối Đồng Minh sẽ bắt đầu vào ngày 8 tháng 12 (theo giờ Nhật Bản, tức ngày 7 tháng 12 tại Hawaii bên kia đường đổi ngày).

#### Chuyến tuần tra thứ nhất
Vào đúng ngày 7 tháng 12, I-15 bắt đầu tuần tra tại khu vực phía Bắc Oahu; Nó được lệnh tấn công mọi tàu bè xuất phát từ Trân Châu Cảng trong và sau cuộc tấn công, vốn được lên kế hoạch vào sáng ngày hôm đó. Đến ngày 10 tháng 12, tàu ngầm I-6 báo cáo phát hiện một lực lượng đặc nhiệm Hoa Kỳ, bao gồm một tàu sân bay lớp Lexington cùng hai tàu tuần dương, đang từ Oahu di chuyển lên hướng Đông Bắc. Vì vậy I-15 cùng các tàu ngầm I-9, I-17, I-19, I-21, I-23 và I-25 được lệnh rời khu vực tuần tra để truy tìm hạm đội đối phương; tuy nhiên nó đã không tìm thấy đối thủ.
Vào ngày 13 tháng 12, Đại bản doanh Nhật Bản ra lệnh cho các tàu ngầm thuộc Đệ Lục hạm đội tiến hành bắn phá dọc vùng bờ Tây Hoa Kỳ. Do đó Phó đô đốc Mitsumi Shimizu, tư lệnh Đệ Lục hạm đội, điều động I-15 cùng với I-9, I-10, I-17, I-19, I-21, I-23, I-25 và I-26, mỗi chiếc sẽ bắn 30 quả đạn pháo xuống các mục tiêu dọc bờ Tây vào chiều tối ngày 25 tháng 12, dưới sự chỉ huy chung của Chuẩn đô đốc Tsutomu Sato, Tư lệnh Hải đội Tàu ngầm 1 bên trên soái hạm I-9. I-15 đi đến khu vực tuần tra được chỉ định phía Tây quần đảo Farallon, và trồi lên mặt nước vào đêm 17-18 tháng 12 để nạp điện ắc-quy; thủy thủ đoàn đã có thể trông thấy ánh sáng của thành phố San Francisco, California về phía Nam.
Vào ngày 22 tháng 12, Đô đốc Yamamoto Isoroku, Tổng tư lệnh Hạm đội Liên hợp, ra lệnh trì hoãn đợt bắn phá cho đến ngày 27 tháng 12, Đến ngày 27 tháng 12, Chuẩn đô đốc Sato quyết định hủy bỏ kế hoạch bắn phá, vì hầu hết các tàu ngầm tham gia bị thiếu hụt nhiên liệu, cũng như lo ngại việc bắn phá các thành phố đông dân cư như San Francisco và Los Angeles, California sẽ gây thương vong lớn cho thường dân, khiến phía Hoa Kỳ sẽ trả đủa mạnh mẽ. Vì vậy I-15 kết thúc chuyến tuần tra và về đến Kwajalein thuộc quần đảo Marshall vào ngày 11 tháng 1, 1942.

### 1942
Vào ngày 1 tháng 2, 1942, máy bay xuất phát từ tàu sân bay USS Enterprise đã tiến hành không kích Kwajalein, nên các tàu ngầm I-9, I-15, I-17, I-19 và I-25 đã buộc phải lặn xuống độ sâu 150 ft (46 m) để né tránh không kích. Khi chúng nổi trở lên hai giờ sau đó, Bộ tư lệnh Đệ Lục hạm đội ra lệnh cho Hải đội Tàu ngầm 1, bao gồm các chiếc I-9, I-15, I-17, I-19, I-23, I-25, I-26, Ro-61 và Ro-62 ra khơi truy tìm lực lượng đặc nhiệm đối phương.

#### Chiến dịch K-1
Sau khi truy tìm Enterprise không có kết quả, I-15, I-19, I-23 và I-26 được gọi quay trở lại Kwajalein vào ngày 3 tháng 2 để tiến hành Chiến dịch K-1, một kế hoạch ném bom Trân Châu Cảng. Hai thủy phi cơ Kawanishi H8K "Emily" sẽ xuất phát từ đảo Wotje thuộc quần đảo Marshall để bay đến bãi đá Frigate Pháp thuộc quần đảo Tây Bắc Hawaii, rồi sau khi được tiếp nhiên liệu từ các tàu ngầm I-15, I-19 và I-26 chúng sẽ tiếp tục bay đến Trân Châu Cảng cách 500 nmi (930 km) về phía Tây Nam. I-23 sẽ tuần tra phía Nam Hawaii để trinh sát thời tiết và phục vụ tìm kiếm và giải cứu nếu những thủy phi cơ buộc phải hạ cánh khẩn cấp; trong khi đó I-9 vốn chưa quay về Kwajalein sẽ phục vụ như cột mốc vô tuyến giữa Wotje và đá Frigate Pháp, trợ giúp dẫn đường các máy bay trong chặng đầu tiên của hành trình. I-15 đi đến Kwajalein vào ngày 5 tháng 2, nơi nó cùng I-19 và I-26 để lại các thủy phi cơ Yokosuka E14Y của chúng trên bờ, lấy chỗ lắp đặt sáu thùng chứa xăng máy bay để tiếp nhiên liệu cho những chiếc Kawanishi H8K.
I-15 xuất phát từ Kwajalein vào ngày 20 tháng 2 để đánh chặn Lực lượng Đặc nhiệm 11 Hoa Kỳ, vốn được hình thành chung quanh tàu sân bay USS Lexington và đang có kế hoạch không kích căn cứ Rabaul; tuy nhiên kế hoạch bị hủy bỏ khi lực lượng bị máy bay trinh sát Nhật Bản phát hiện. I-15 đã không tìm thấy Lực lượng Đặc nhiệm 11, nên đến ngày 2 tháng 3 đã đi sang bãi cạn Frigate Pháp để tiến hành Chiến dịch K-1. Nó cùng I-19 đi đến nơi vào ngày 4 tháng 3, và trong khi I-26 làm nhiệm vụ canh phòng, nó cùng I-19 tiếp nhiên liệu cho hai thủy phi cơ H8K bay đến vào lúc chiều tối. Hai chiếc máy bay tiếp tục hành trình đến Hawaii, và vào sáng sớm ngày 5 tháng 3, chúng đã ném tám quả bom 250 kg (550 lb) xuống Honolulu trước khi quay trở lại quần đảo Marshall; cuộc không kích chỉ gây hư hại nhẹ và không có tổn thất nhân mạng. I-15, I-19 và I-26 sau đó quay trở về Nhật Bản, đi đến Yokosuka vào ngày 21 tháng 3, và I-15 bắt đầu được đại tu.

#### Chuyến tuần tra thứ hai - Chiến dịch quần đảo Aleut
Hoàn tất việc đại tu, I-15 khởi hành từ Yokosuka vào ngày 15 tháng 5 để bắt đầu chuyến tuần tra thứ hai. Nó đi đến căn cứ hải quân Ōminato ở phía cực Bắc đảo Honshū vào ngày 17 tháng 5, rồi cùng các tàu ngầm I-9, I-17 và I-19 đi sang khu vực quần đảo Aleut. Nó được điều sang Lực lượng phương Bắc vào ngày 20 tháng 5, và đã trinh sát đảo Adak năm ngày sau đó. Đến ngày 26 tháng 5, nó được huy động hỗ trợ các tàu sân bay Ryūjō và Jun'yō khi chúng được phái sang khu vực quần đảo Aleut, rồi quay trở lại nhiệm vụ tuần tra khu vực phía Nam quần đảo Aleut.
Từ ngày 27 tháng 5, phía Nhật Bản bắt đầu chuẩn bị cho Chiến dịch AL nhằm chiếm đóng quần đảo Aleut, khi I-15 tiến hành trinh sát qua kính tiềm vọng Kodiak. Chiến dịch quần đảo Aleut bắt đầu với cuộc không kích xuống Dutch Harbor trên đảo Amaknak bởi máy bay xuất phát từ Ryūjō và Jun'yō trong các ngày [[3 tháng 6|]3] và 4 tháng 6, rồi sang ngày hôm sau 5 tháng 6, lực lượng Nhật Bản đổ bộ lên đảo Attu ở phía Tây quần đảo Aleut mà không gặp sự kháng cự. Đến sáng sớm ngày 7 tháng 6, I-15 trinh sát đảo Kiska trước khi lực lượng Nhật Bản chiếm đóng đảo này cùng ngày hôm đó, vẫn không có kháng cự. Trong thời gian đó, I-9, I-15, I-17 và I-19 hình thành nên tuyến tuần tra phía Tây Kiska để truy tìm một lực lượng tàu tuần dương Hoa Kỳ được cho là đang hiện diện trong khu vực, nhưng đã không tìm thấy đối phương.
I-15 tiến hành trinh sát qua kính tiềm vọng Dutch Harbor vào ngày 19 tháng 6. Đến ngày 30 tháng 6, nó được điều về Đội tàu ngầm 2 trực thuộc Lực lượng Tiền phương và lên đường quay trở về Nhật Bản, đi đến Yokosuka vào ngày 7 tháng 7.

#### Chuyến tuần tra thứ ba
Chiến dịch Guadalcanal bắt đầu vào ngày 7 tháng 8, khi lực lượng Thủy quân Lục chiến Hoa Kỳ đổ bộ lên đảo Guadalcanal về phía Đông Nam quần đảo Solomon. Đội tàu ngầm 2, bao gồm I-15, I-17 và I-19, được lệnh đi đến vùng biển phía Đông Solomon, nên I-15 khởi hành từ Yokosuka vào ngày 15 tháng 8 cho chuyến tuần tra thứ ba. Đi đến khu vực tuần tra được chỉ định về phía Đông quần đảo Santa Cruz vào ngày 23 tháng 8, các tàu ngầm thuộc Đội tàu ngầm 2 hình thành nên tuyến tuần tra để bảo vệ cho cuộc đổ bộ lực lượng Nhật Bản lên trong khuôn khổ Chiến dịch KA.
Trận chiến Đông Solomons bắt đầu vào ngày 24 tháng 8, và đến 01 giờ 45 phút ngày 25 tháng 8, I-15 phát hiện một lực lượng đặc nhiệm Hoa Kỳ bao gồm tàu sân bay Enterprise, thiết giáp hạm USS North Carolina (BB-55), hai tàu tuần dương và năm tàu khu trục. Hy vọng sẽ tấn công phối hợp cùng với I-17, I-15 tìm cách liên lạc với tàu ngầm chị em bằng mã Morse qua sonar nhưng bất thành. Hai tàu khu trục Hoa Kỳ đã phát hiện I-17 và tấn công bằng mìn sâu, và sau khi đợt tấn công kết thúc, I-15 trồi lên mặt nước và tiếp tục theo dõi lực lượng đặc nhiệm đối phương cho đến 03 giờ 00. I-15 và I-17 sau đó được lệnh tiếp tục truy đuổi đối phương.
Trận chiến Đông Solomons kết thúc vào ngày 25 tháng 8, và sang ngày hôm sau Lực lượng Tiền phương ra lệnh cho các tàu ngầm I-15, I-17, I-19, I-26, I-11, I-33, I-174 và I-175 bố trí tại khu vực phía Đông và phía Nam San Cristóbal ở phía Đông Nam quần đảo Solomon nhằm ngăn chặn phía Hoa Kỳ chuyển lực lượng tăng viện và tiếp liệu đến Guadalcanal. Khoảng nữa đêm ngày 28 tháng 8, I-15 đang ở phía Đông San Cristóbal khi nó phát hiện một tàu sân bay Hoa Kỳ đang di chuyển xuống phía Nam. I-15, I-17 và I-33 được lệnh truy đuổi nhưng không tìm thấy mục tiêu.
Sau đó vào ngày 10 tháng 9, các tàu ngầm I-9, I-15, I-17, I-19, I-21, I-26, I-33 và I-24 được phái bố trí tuần tra tại khu vực giữa đảo Ndeni thuộc quần đảo Santa Cruz và San Cristóbal. Ba ngày sau đó, một thủy phi cơ Kawanishi H8K báo cáo về một lực lượng đặc nhiệm Hoa Kỳ ở vị trí 345 nmi (639 km) về phía Đông Nam Tulagi, nên các tàu ngầm I-9, I-15, I-17, I-21, I-24, I-26, I-31 và I-33 được lệnh hình thành một tuyến tuần tra để đánh chặn. Đến 11 giờ 45 phút ngày 15 tháng 9, I-19 phóng một loạt sáu quả ngư lôi tấn công tàu sân bay USS Wasp, và hai quả trúng đích đã đánh chình Wasp. Loạt ngư lôi này cũng đánh trúng và gây hư hại cho thiết giáp hạm North Carolina cùng tàu khu trục USS O'Brien, và suýt trúng tàu sân bay USS Hornet. Đến ngày 20 tháng 9, I-15, I-17, I-19, I-26, I-33, I-174 và I-175 rời khu vực tuần tra, và I-15 kết thúc chuyến tuần tra khi đi đến căn cứ vào ngày 25 tháng 9.

#### Chuyến tuần tra thứ tư
Được điều trở lại Đơn vị Trinh sát 2, và sau đó trực thuộc Hải đội Tàu ngầm 1, I-15 khởi hành từ Truk vào ngày 5 tháng 10 để bắt đầu chuyến tuần tra thứ tư. Đi đến eo biển Indispensable thuộc quần đảo Solomon vào ngày 12 tháng 10, nó tiếp nhiên liệu cho một thủy phi cơ Aichi E13A1 thuộc Lực lượng Không lực Khu vực "R" tại đảo Shortland và vịnh Rekata. Chiếc Aichi E13A1 đã phát hiện một lực lượng đặc nhiệm Hoa Kỳ hình thành chung quanh tàu sân bay Hornet về phía Đông đảo Malaita vào sáng ngày 13 tháng 10. Sang ngày hôm sau, nó tiếp nhiên liệu cho một chiếc E13A1 xuất phát từ tàu chở thủy phi cơ Chitose, rồi đến ngày 16 tháng 10 lại tiếp nhiên liệu cho một chiếc E13A1 khác, có nhiệm vụ trinh sát Hornet, cho phép phía Nhật Bản bố trí chiếc I-26 đánh chặn chiếc tàu sân bay Hoa Kỳ. I-15 rời khu vực eo biển Indispensable vào ngày 18 tháng 10.
Vào ngày 19 tháng 10, Hải đội Tàu ngầm 1 được lệnh tuần tra khu vực phía Tây Espiritu Santo. Đến ngày 22 tháng 10, I-15 cùng với I-17 và I-26 được phân công tuần tra phía Tây San Cristóbal nhằm ngăn chặn phía Hoa Kỳ chuyển lực lượng tăng viện và tiếp liệu đến Guadalcanal. Trận chiến quần đảo Santa Cruz nổ ra vào ngày 26 tháng 10, và I-15 đã hoạt động ở vị trí khoảng 200 nmi (370 km) về phía Tây Espiritu Santo lúc 03 giờ 50 phút ngày 27 tháng 10, khi nó phát hiện lực lượng đặc nhiệm Hoa Kỳ đang di chuyển từ hướng quần đảo Santa Cruz xuống phía Nam. Khi phía Hoa Kỳ phát hiện một tàu ngầm, có thể là I-15, và cơ động né tránh, thiết giáp hạm USS South Dakota đã mắc tai nạn va chạm với tàu khu trục USS Mahan lúc 04 giờ 14 phút, khiến cả hai bị hư hại nhẹ. Đến cuối ngày 27 tháng 10, I-15 di chuyển đến khu vực tuần tra mới về phía Tây Nam San Cristóbal, nơi nó gửi một báo cáo tình huống thường lệ lúc 17 giờ 01 phút ngày 3 tháng 11, sau đó nó hoàn toàn mất liên lạc.

#### Bị mất
Đang trong hành trình vận chuyển hàng tiếp liệu từ Espiritu Santo sang Guadalcanal, tàu quét mìn cao tốc USS Southard (DMS-10) trông thấy I-15 đang di chuyển trên mặt nước để nạp điện cho ắc-quy, tại vị trí ngoài khơi mũi Recherche, San Cristóbal lúc 02 giờ 30 phút ngày 10 tháng 11. Southard tiếp cận đối thủ và khai hỏa pháo 4,5 inch (114 mm) lúc 02 giờ 31 phút nhắm vào I-15. I-15 lặn khẩn cấp để né tránh, rồi phóng hai quả ngư lôi phản công Southard nhưng không trúng đích. Southard dò được tín hiệu chiếc tàu ngầm qua sonar lúc 02 giờ 42 phút, và trong nhiều giờ tiếp theo đã tung ra tổng cộng sáu lượt tấn công bằng mìn sâu. Tàu ngầm I-171 đang tuần tra tại khu vực lân cận đã nghe thấy các tiếng nổ của mìn sâu. Bị hư hại bởi mìn sâu, I-15 buộc phải trồi lên mặt nước tại khu vực phía Nam eo biển Indispensable lúc 10 giờ 03 phút, và tiếp tục chịu đựng hỏa lực hải pháo của Southard từ khoảng cách 2.000 yd (1.800 m). I-15 bị bắn trúng tháp chỉ huy và đắm phần mũi trước tại tọa độ 10°13′N 161°09′Đ / 10,217°N 161,15°Đ, với tổn thất toàn bộ 91 thành viên thủy thủ đoàn.
Vào ngày 5 tháng 12, 1942, Hải quân Nhật Bản công bố I-15 có thể đã bị mất tại khu vực Guadalcanal với tổn thất toàn bộ thành viên thủy thủ đoàn. Tên nó được cho rút khỏi đăng bạ hải quân vào ngày 24 tháng 12, 1942.
Một số nguồn đôi khi ghi công nhầm cho Southard đã đánh chìm tàu ngầm I-172 thay vì I-15 vào ngày 10 tháng 11, 1942. Vào ngày 14 tháng 12, 1942, năm tuần sau khi Southard đánh chìm I-15, tàu ngầm USS Wahoo (SS-238) tự nhận đã đánh chìm một tàu ngầm mà nó nhận định nhầm là I-15.